# Rhenzy Feliz
Rhenzy Feliz (Bronx, 26 de octubre de 1997) es un actor dominicano-estadounidense, conocido por interpretar a Alex Wilder en la serie original de Hulu Marvel's Runaways (2017-2019), por prestar la voz para el personaje de Camilo Madrigal en Encanto (2021), e interpretar a Victor «Vic» Aguilar en la serie The Penguin (2024).

## Primeros años y educación
Rhenzy Feliz asistió a la Santa Monica High School donde se especializó en Drama. Él y su equipo fueron finalistas en el concurso August Wilson Monologue Competition y en el programa Spotlight del "The Music Center", donde obtuvo reconocimiento.

## Carrera
En 2017 fue elegido para interpretar a Alex Wilder en la serie original de Hulu Marvel's Runaways. La serie forma parte del Universo cinematográfico de Marvel, compartiendo continuidad con las películas y otras series de televisión de la franquicia. Para el papel tuvo que dejarse crecer el cabello por 5 meses para obtener un mini-afro.
En 2021, Feliz interpretó al personaje de Camilo Madrigal en la película animada de Disney Encanto.

## Filmografía
| Televisión | Televisión                       | Televisión             | Televisión                      |
| Año        | Título                           | Rol                    | Notas                           |
| ---------- | -------------------------------- | ---------------------- | ------------------------------- |
| 2016       | Casual                           | Spencer                | Papel recurrente                |
| 2017       | Teen Wolf                        | Aaron                  | Papel recurrente; 5 episodios   |
| 2017–2019  | Marvel's Runaways                | Alex Wilder            | Elenco principal                |
| 2018       | Kevin (Probably) Saves the World | Marc                   | Episodio: "Old Friends"         |
| 2021       | American Horror Stories          | Chad                   | Episodio: "Autocine (Drive in)" |
| 2023       | El Pingüino                      | Victor ''Vic'' Aguilar | Elenco principal; Temporada 1   |

| Cine | Cine              | Cine            | Cine  |
| Año  | Título            | Rol             | Notas |
| ---- | ----------------- | --------------- | ----- |
| 2020 | All Together Now  | Ty              |       |
| 2021 | Encanto           | Camilo Madrigal | voz   |
| 2021 | The Tender Bar    | Wesley          |       |
| 2026 | How to Rob a Bank |                 |       |